# Rolf Sørensen
Rolf Sørensen (n. 20 aprilie 1965, Annisse⁠(d), Danemarca) este un ciclist danez, medaliat olimpic. A participat la o ediție a Jocurilor Olimpice (1996) în care a câștigat o medalie de argint.